# Lois Jackman
Lois Jackman, född 4 december 1937, är en australisk friidrottare. Hon deltog vid olympiska sommarspelen 1956.